# Сухопутные войска Хорватии
Сухопутные войска Хорватии (хорв. Hrvatska kopnena vojska) — самый многочисленный вид хорватских вооружённых сил, роль и цели которого заключаются в охране жизненно важных национальных интересов Республики Хорватии, поддержании и защите суверенитета и территориальной целостности государства.
Назначение Сухопутных войск Хорватии — оборона Республики Хорватии на суше. Основные задачи сухопутных войск Хорватии — противодействие проникновению агрессора в глубину территории, сохранение жизненно необходимых стратегических объектов, обеспечение мобилизации военнообязанных и победа над агрессором, а также выработка и развитие способности реагировать на просьбы выполнить нетрадиционные для хорватской армии задачи (в случае наводнения, пожара, стихийных бедствий).

## История
Хорватская сухопутная армия сформировалась в годы войны в Хорватии, когда 3 ноября 1991 года Национальная гвардия Хорватии была переименована в Сухопутные войска Хорватии.
Из Хорватской национальной гвардии возникли многочисленные хорватские армейские части, в частности:

Нынешняя структура хорватских сухопутных войск

- 1-я гвардейская бригада
- 2-я гвардейская бригада
- 3-я гвардейская бригада
- 4-я гвардейская бригада
- 5-я гвардейская бригада
- 7-я гвардейская бригада
- 9-я гвардейская бригада
- 104-я Хорватская бригада
- 204-я Вуковарская бригада

## Структура
- Командование армии — должность командующего хорватских сухопутных войск в настоящее время занимает генерал-майор Драгутин Репинц[1]. Командование сухопутных войск находится в Карловаце

- Гвардейская бронетанково-механизированная бригада (Gardijska oklopno-mehanizirana brigada) (дислоцирована в Винковцах)

- Штабная рота (Zapovjedna satnija)
- Танковый батальон «Куны» (Tenkovska bojna "Kune")
- Бронетанковый батальон (Oklopna bojna)
- 1-й механизированный батальон «Соколы» (mehanizirana bojna "Sokolovi")
- 2-й механизированный батальон «Пумы» (mehanizirana bojna "Pume")
- Смешанный артиллерийский дивизион (Topničko-raketna bojna)
- Батальон ПВО (Bojna PZO)
- Инженерный батальон (Inženjerijska bojna)
- Разведывательная рота (Izvidnička satnija)
- Рота связи (Satnija veze)
- Рота материального обеспечения (Logistička satnija)

- Гвардейская механизированная бригада (Gardijska mehanizirana brigada) (дислоцирована в Книн)

- Штабная рота (Zapovjedna satnija)
- 1-й механизированный батальон «Тигры» (mehanizirana bojna "Tigrovi")
- 2-й механизированный батальон «Громы» (mehanizirana bojna "Gromovi")
- 3-й механизированный батальон «Пауки» (mehanizirana bojna "Pauci")
- Моторизованный батальон «Волки» (motorizirana bojna "Vukovi")
- Смешанный артиллерийский дивизион (Topničko-raketna bojna)
- Инженерный батальон (Inženjerijska bojna)
- Батальон ПВО (Bojna PZO)
- Разведывательная рота (Izvidnička satnija)
- Рота связи (Satnija veze)
- Рота материального обеспечения (Logistička satnija)

- Командование подготовки кадров и научных исследований по развитию сухопутных войск (Zapovjedništvo za obuku i doktrinu)

- Командование (Dom zapovjedništva)
- Пехотный полк (Pješačka pukovnija)
- Артиллерийский полк (Topničko-raketna pukovnija)
- Полк ПВО (Pukovnija PZO-a)
- Инженерный полк (Inženjerijska pukovnija, u čijem sastavu je Riječna bojna)
- Полк тылового обеспечения (Logistička pukovnija)
- Центр основной военной подготовки (Središte za temeljnu obuku)
- Центр тактической подготовки артиллеристов (Središte za borbenu obuku)
- Центр боевой подготовки и моделирования боевых действий (Simulacijsko središte)
- Учебный центр международных военных операций (Obučno središte za MVO)

- Полк военной полиции (Pukovnija Vojne policije)
- Полк связи (Pukovnija veze)
- Батальон военной разведки (Vojnoobavještajna bojna)
- Батальон радиационной, химической и биологической защиты (Bojna NBKO-a)

## Вооружение и военная техника
| Изображение               | Тип                   | Производство                   | Назначение                 | Количество             | Примечания                                                                   |
| Танки                     | Танки                 | Танки                          | Танки                      | Танки                  | Танки                                                                        |
| ------------------------- | --------------------- | ------------------------------ | -------------------------- | ---------------------- | ---------------------------------------------------------------------------- |
|                           | М-84A4 - Снайпер      | Югославия / Хорватия           | Основной боевой танк       | 45                     | Ранее у Хорватии было 75 танков, но 30 были отправлены в Украину в 2024 году |
|                           | Leopard 2A4           | Германия                       | Основной боевой танк       | 2                      |                                                                              |
| Боевые машины пехоты      |                       |                                |                            |                        |                                                                              |
|                           | BVP М-80              | Югославия                      | Боевая машина пехоты       | 100                    |                                                                              |
|                           | M2 «Брэдли»           | США                            | Боевая машина пехоты       | 22                     | Модель ODS.                                                                  |
| Бронетранспортёры         |                       |                                |                            |                        |                                                                              |
|                           | BOV Patria CRO        | Финляндия · Хорватия · Израиль | Бронетранспортёр           | 126                    | Произведён по лицензии в заводе Джуро Джакович.                              |
|                           | М-60                  | Югославия                      | Бронетранспортёр           | 4                      |                                                                              |
|                           | БТР-50                | СССР                           | Бронетранспортёр           | 7                      |                                                                              |
| MRAP и бронеавтомобили    |                       |                                |                            |                        |                                                                              |
|                           | International MaxxPro | США                            | MRAP                       | 21                     |                                                                              |
|                           | RG-33 HAGA            | США                            | MRAP                       | 20                     |                                                                              |
|                           | Iveco LMV             | Италия                         | Бронеавтомобиль            | 10                     |                                                                              |
|                           | M-ATV                 | США                            | Бронеавтомобиль            | 53                     |                                                                              |
| Противотанковые комплексы |                       |                                |                            |                        |                                                                              |
|                           | BOV-1                 | Югославия                      | ПТРК                       | 20                     | С ракетами «Малютка»                                                         |
|                           | Малютка               | СССР                           | ПТРК                       | Неизвестное количество |                                                                              |
|                           | Фагот/Конкурс         | СССР                           | СССР                       | Неизвестное количество |                                                                              |
|                           | Метис                 | СССР                           | СССР                       | Неизвестное количество |                                                                              |
| РСЗО                      |                       |                                |                            |                        |                                                                              |
|                           | M91 Vulkan            | Хорватия                       | 122-мм РСЗО                | 6                      |                                                                              |
|                           | Град (РСЗО)           | СССР                           | 122-мм РСЗО                | 21                     |                                                                              |
| Артиллерия                |                       |                                |                            |                        |                                                                              |
|                           | PzH 2000              | Германия                       | 155-мм САУ                 | 13                     |                                                                              |
|                           | 2С1 «Гвоздика»        | СССР                           | 122-мм САУ                 | 8                      |                                                                              |
|                           | L33 CITER             | Аргентина                      | 155-мм буксируемая гаубица | 18                     |                                                                              |
|                           | Д-30                  | Югославия                      | 122-мм буксируемая гаубица | 27                     |                                                                              |
|                           | M-75/UBM 52           | Югославия                      | 120-мм миномёт             | 46                     |                                                                              |
|                           | LMB M96               | Югославия                      | 82-мм миномёт              | 55                     |                                                                              |
| ПВО                       |                       |                                |                            |                        |                                                                              |
|                           | Стрела-10             | Хорватия                       | ЗРК малой дальности        | 9+                     |                                                                              |
|                           | BOV-3 SP              | Югославия                      | ЗСУ                        | 10                     |                                                                              |

## Воинские звания и знаки различия

### Генералы и офицеры
| Категории (код НАТО)                  | Генералы (OF-10—OF-6)       | Генералы (OF-10—OF-6) | Генералы (OF-10—OF-6) | Генералы (OF-10—OF-6) | Генералы (OF-10—OF-6) | Старшие офицеры (OF-5—OF-3) | Старшие офицеры (OF-5—OF-3) | Старшие офицеры (OF-5—OF-3) | Младшие офицеры (OF-2 и OF-1) | Младшие офицеры (OF-2 и OF-1) | Младшие офицеры (OF-2 и OF-1) |
| ------------------------------------- | --------------------------- | --------------------- | --------------------- | --------------------- | --------------------- | --------------------------- | --------------------------- | --------------------------- | ----------------------------- | ----------------------------- | ----------------------------- |
| Погон                                 |                             |                       |                       |                       |                       |                             |                             |                             |                               |                               |                               |
| Знак различия на полевую форму одежды |                             |                       |                       |                       |                       |                             |                             |                             |                               |                               |                               |
| Хорватское название                   | Stožerni general            | General zbora         | General pukovnik      | General bojnik        | Brigadni general      | Brigadir                    | Pukovnik                    | Bojnik                      | Satnik                        | Natporučnik                   | Poručnik                      |
| Российское соответствие               | Маршал Российской Федерации | Генерал армии         | Генерал-полковник     | Генерал-лейтенант     | Генерал-майор         | Полковник                   | Подполковник                | Майор                       | Капитан                       | Старший лейтенант             | Лейтенант                     |

### Подофицеры и солдаты
| Категории (код НАТО)                  | Старшие унтер-офицеры (OR-9—OF-7) | Старшие унтер-офицеры (OR-9—OF-7) | Старшие унтер-офицеры (OR-9—OF-7) | Младшие унтер-офицеры (OR-6—OR-4) | Младшие унтер-офицеры (OR-6—OR-4) | Младшие унтер-офицеры (OR-6—OR-4) | Солдаты (OR-3—OR-2) | Солдаты (OR-3—OR-2) |
| ------------------------------------- | --------------------------------- | --------------------------------- | --------------------------------- | --------------------------------- | --------------------------------- | --------------------------------- | ------------------- | ------------------- |
| Погон                                 |                                   |                                   |                                   |                                   |                                   |                                   |                     |                     |
| Знак различия на полевую форму одежды |                                   |                                   |                                   |                                   |                                   |                                   |                     |                     |
| Хорватское название                   | Časnički namjesnik                | Stožerni narednik                 | Nadnarednik                       | Narednik                          | Desetnik                          | Skupnik                           | Razvodnik           | Pozornik            |
| Российское соответствие               | Старший прапорщик                 | Прапорщик                         | Старшина                          | Старший сержант                   | Сержант                           | Младший сержант                   | Ефрейтор            | Рядовой             |